# Nereju
Nereju es una comuna ubicada en el distrito de Vrancea, Rumania.

## Superficie
Posee una superficie de 182,5 kilómetros cuadrados.

## Demografía
Hasta 2021 la población era de 4240 habitantes, con una densidad de población de 23,24 habitantes por kilómetro cuadrado.